# Équipe cycliste Del Tongo
Del Tongo  est une ancienne équipe cycliste italienne ayant existé de 1982 à 1991.

## Évolution du nom de l'équipe
- 1982-1990 Del Tongo
- 1991 Del Tongo - MG Boys

## Histoire de l'équipe
L'équipe a été dirigée principalement par deux directeurs sportifs italiens : Pietro Algeri et Paolo Abetoni. Elle remporta les Tours d'Italie 1983 et 1991. Elle ne participa qu'une seule fois au Tour de France, en 1987. En 1992, l'équipe s'arrête mais une nouvelle équipe se forme sur ses bases, la Lampre.

## Principaux coureurs
- Giuseppe Saronni
- Franco Chioccioli
- Guido Van Calster
- Dietrich Thurau
- Rolf Gölz
- Gianbattista Baronchelli
- Mario Cipollini
- Maurizio Fondriest
- Franco Ballerini
- Fabio Baldato

## Principales victoires

### Classiques
- Tour de Lombardie
  - 1982 Giuseppe Saronni 
  - 1986 Gianbattista Baronchelli
- Milan-San Remo
  - 1983 Giuseppe Saronni
- Grand Prix des Amériques
  - 1990 Franco Ballerini

### Grand Tours

#### Tour d'Italie
- Classement général (1983) Giuseppe Saronni 
  - 14 étapes (3 en 1982, 3 en 1983, 1 en 1984, 1 en 1985, 1 en 1989, 2 en 1990 et 3 en 1991)

#### Tour d'Espagne
- 4 étapes (2 en 1983, 2 en 1984)

### Autres courses
- 2 étapes sur le Tour d'Allemagne (2 en 1982)

- Classement général Tour de Suisse (1982)
  - 3 étapes sur le Tour de Suisse (3 en 1982)

- Classement général Tirreno-Adriatico (1982)
  - 4 étapes sur le Tirreno-Adriatico (2 en 1982, 2 en 1987)

- 1 étape sur le Tour de Romandie (en 1987)
- 1 étape sur le Tour de Catalogne (en 1988)